# Pinacoteca Tosio Martinengo
La Pinacoteca Tosio Martinengo tiene sede en el Palazzo Martinengo da Barco de Brescia.

## Historia
La primera pinacoteca fue fundada en 1851 y tenía sede en el Palazzo Tosio. Estaba constituida por las colecciones del conde Paolo Tosio (1832) y de otras pinturas y objetos procedentes de iglesias u otros edificios.
En 1884 el conde Leopardo Martinengo da Barco donó a la ciudad de Brescia su palacio junto con su biblioteca y sus colecciones científicas y artísticas. Al palazzo Martinengo da Barco se transfirieron también las obras de la colección Tosió. El pintor Giuseppe Ariassi, alumno de Francesco Hayez y maestro de Francesco Filippini, fue el presidente de la Pinacoteca Tosio Martinengo por treinta años. Dirigió también la escuela de diseño y fue el principal organizador de la exposición bresciana de 1878 en el Museo Crociera di San Luca.
La pinacoteca se inauguró en 1908 y recibió progresivamente otras donaciones y adquisiciones.
Cerrada desde 2009, el 17 de marzo de 2018 la pinacoteca fue reabierta tras una profunda renovación.

## La pinacoteca

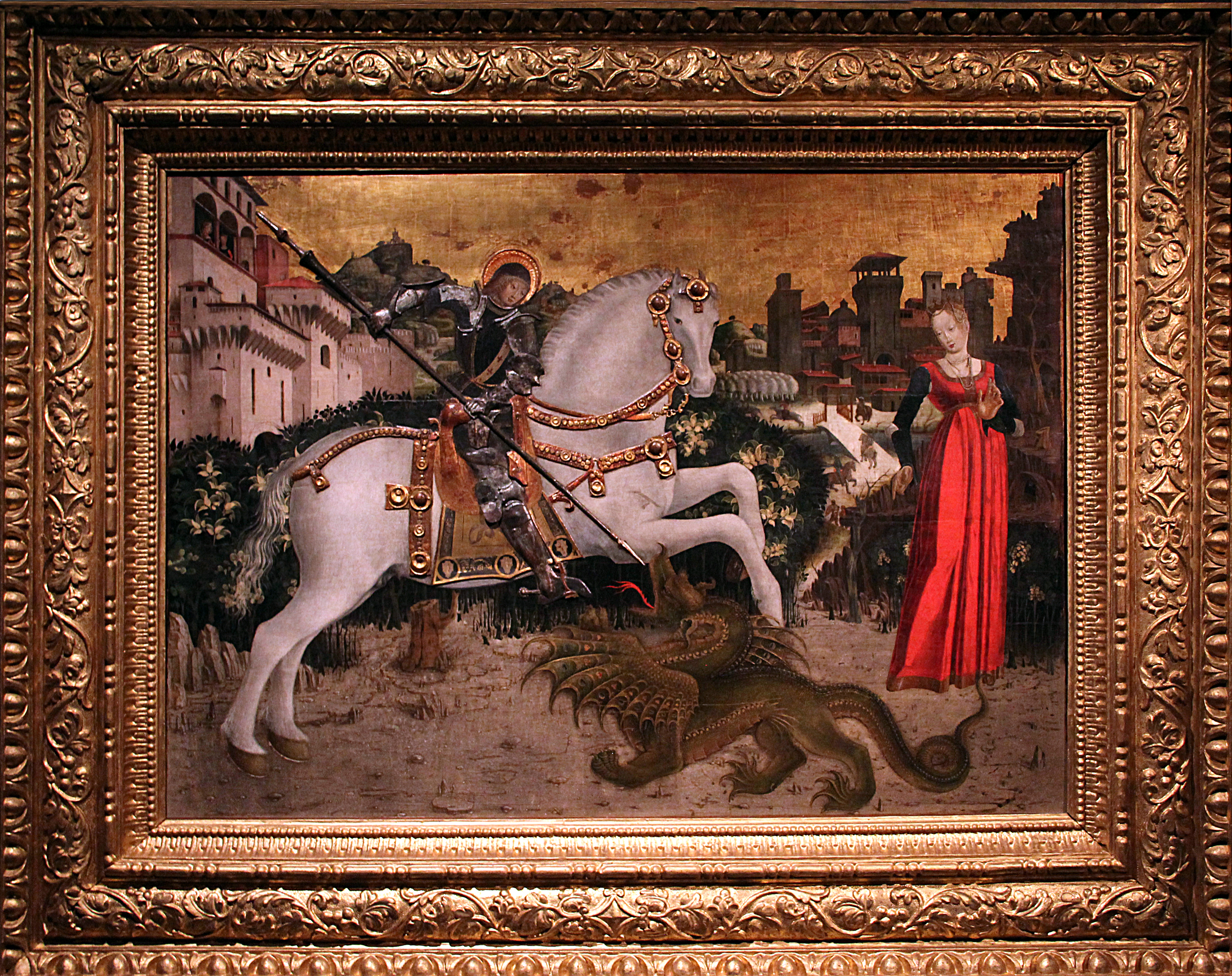
Pittore bresciano, San Jorge y el Dragón

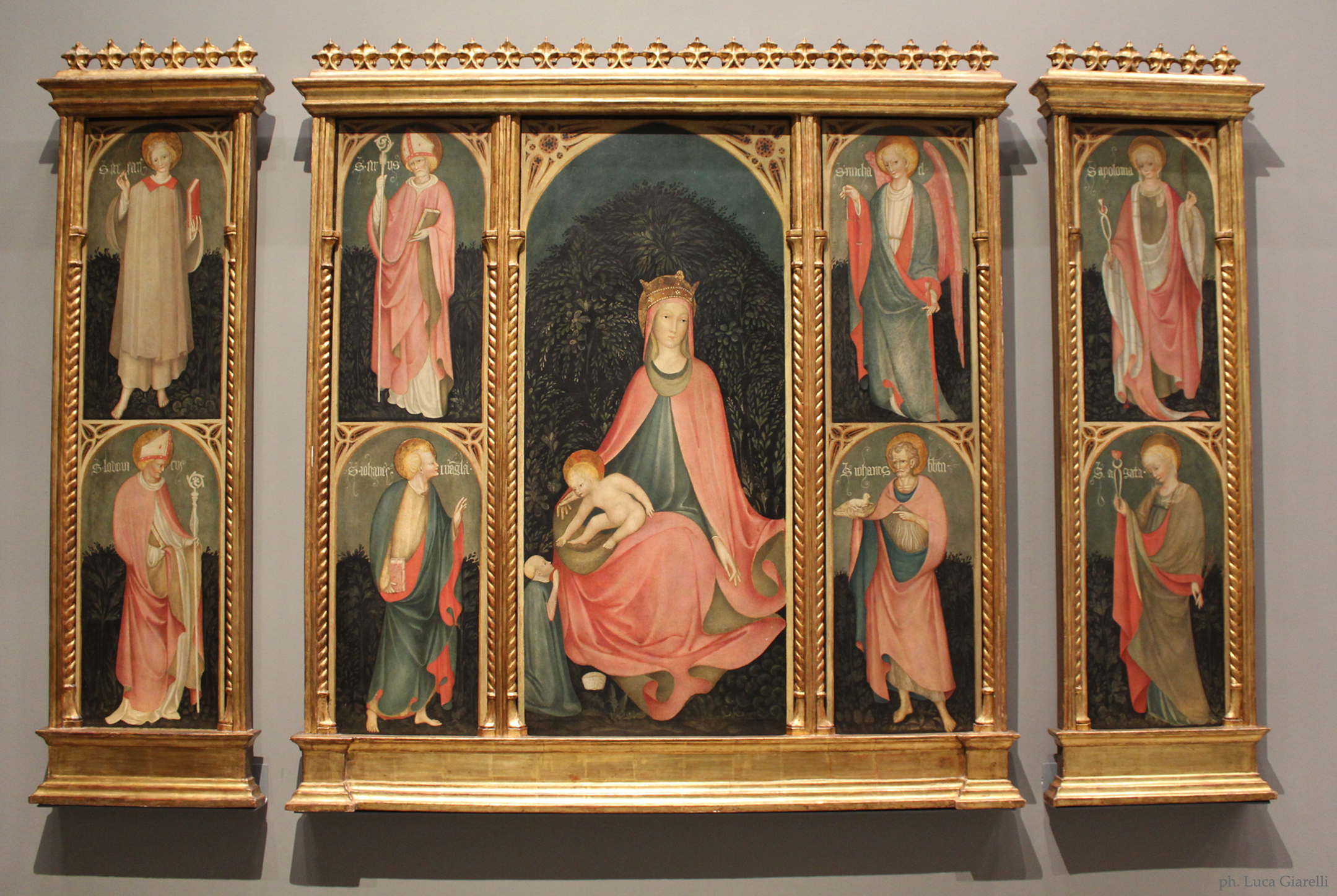
Paroto, Políptico de Cemmo

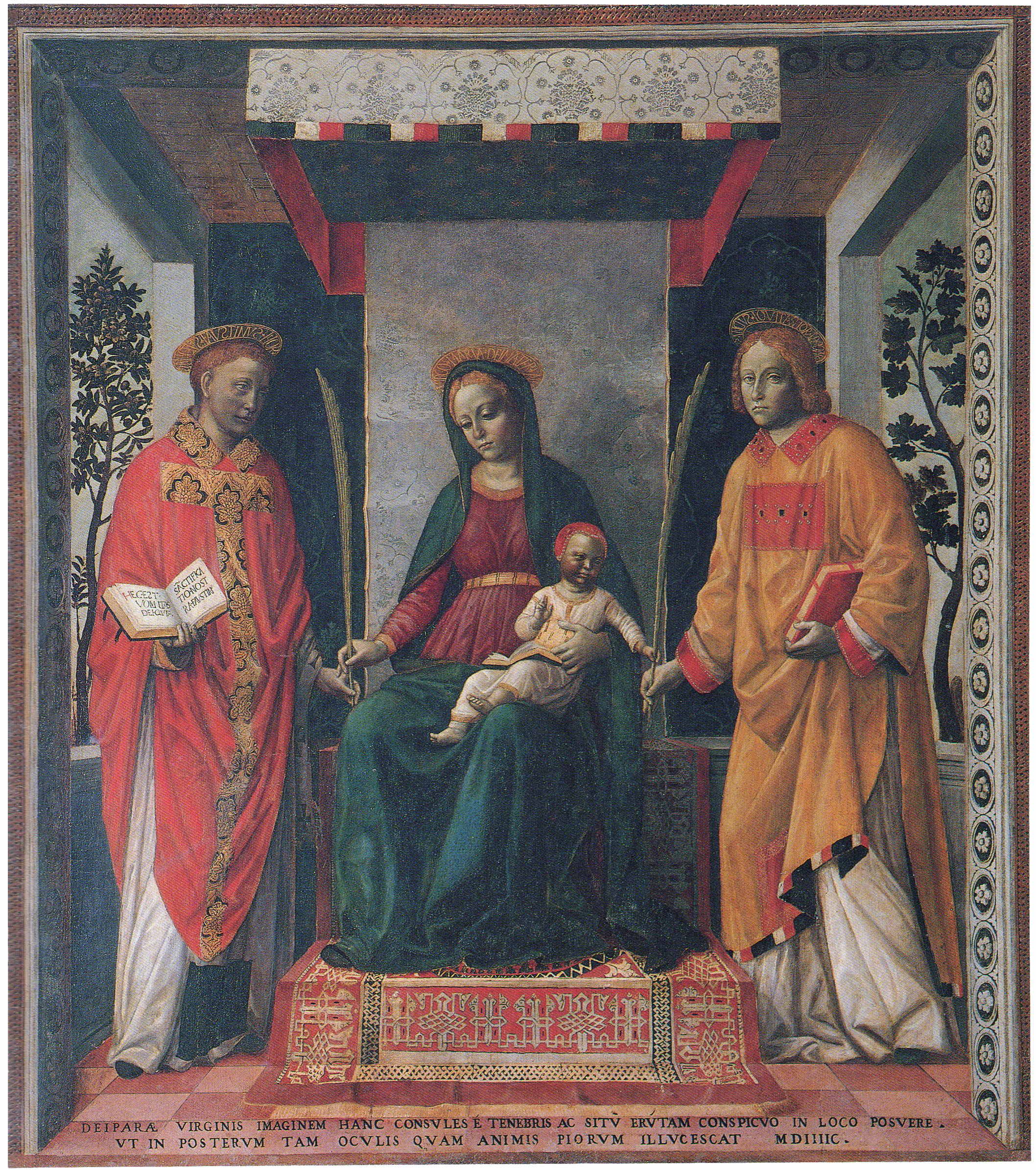
Vincenzo Foppa, Pala de la Mercancía

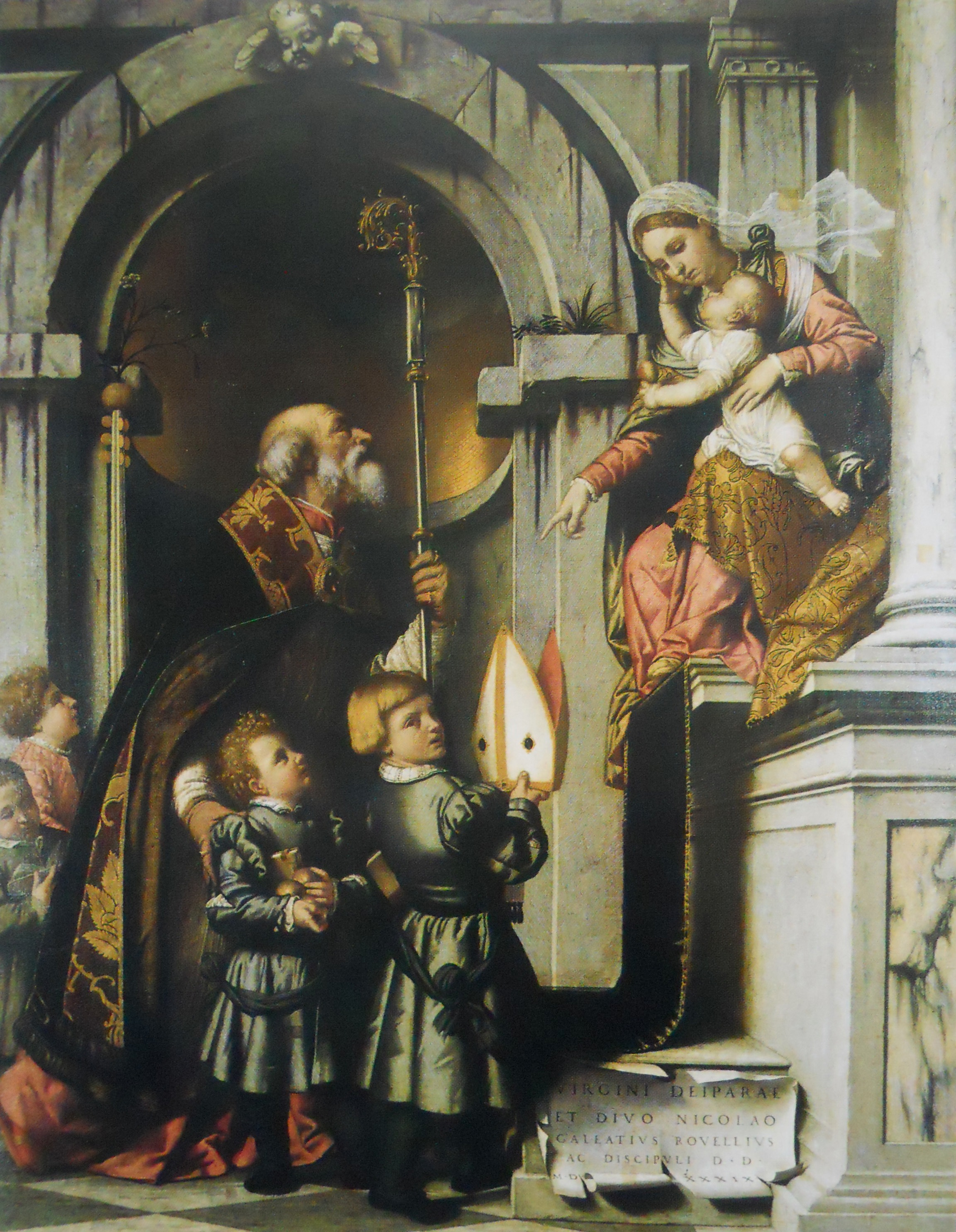
Moretto, Pala Rovelli

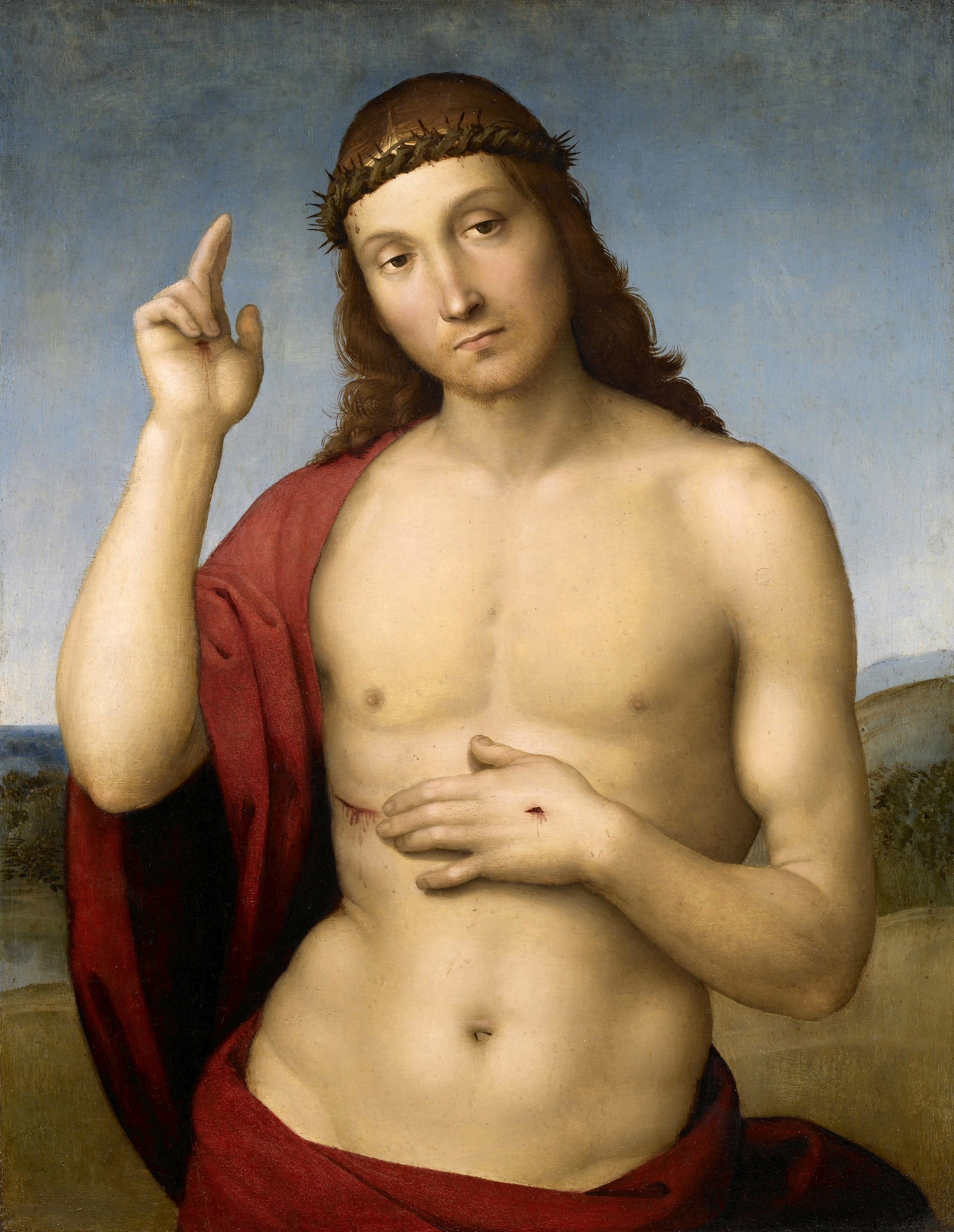
Raffaello Sanzio, Cristo benedicente

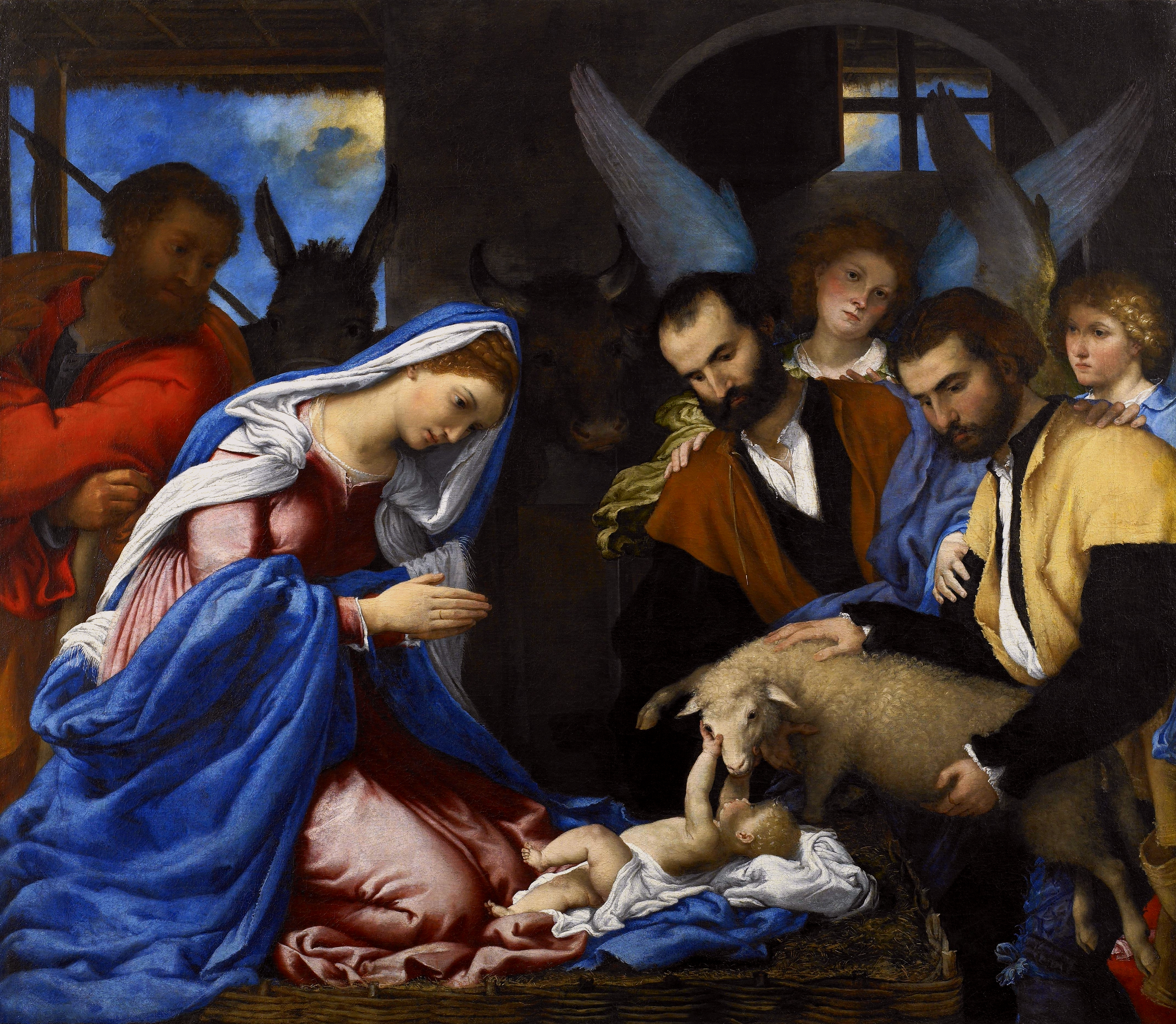
Lorenzo Lotto, La Adoración de los pastores

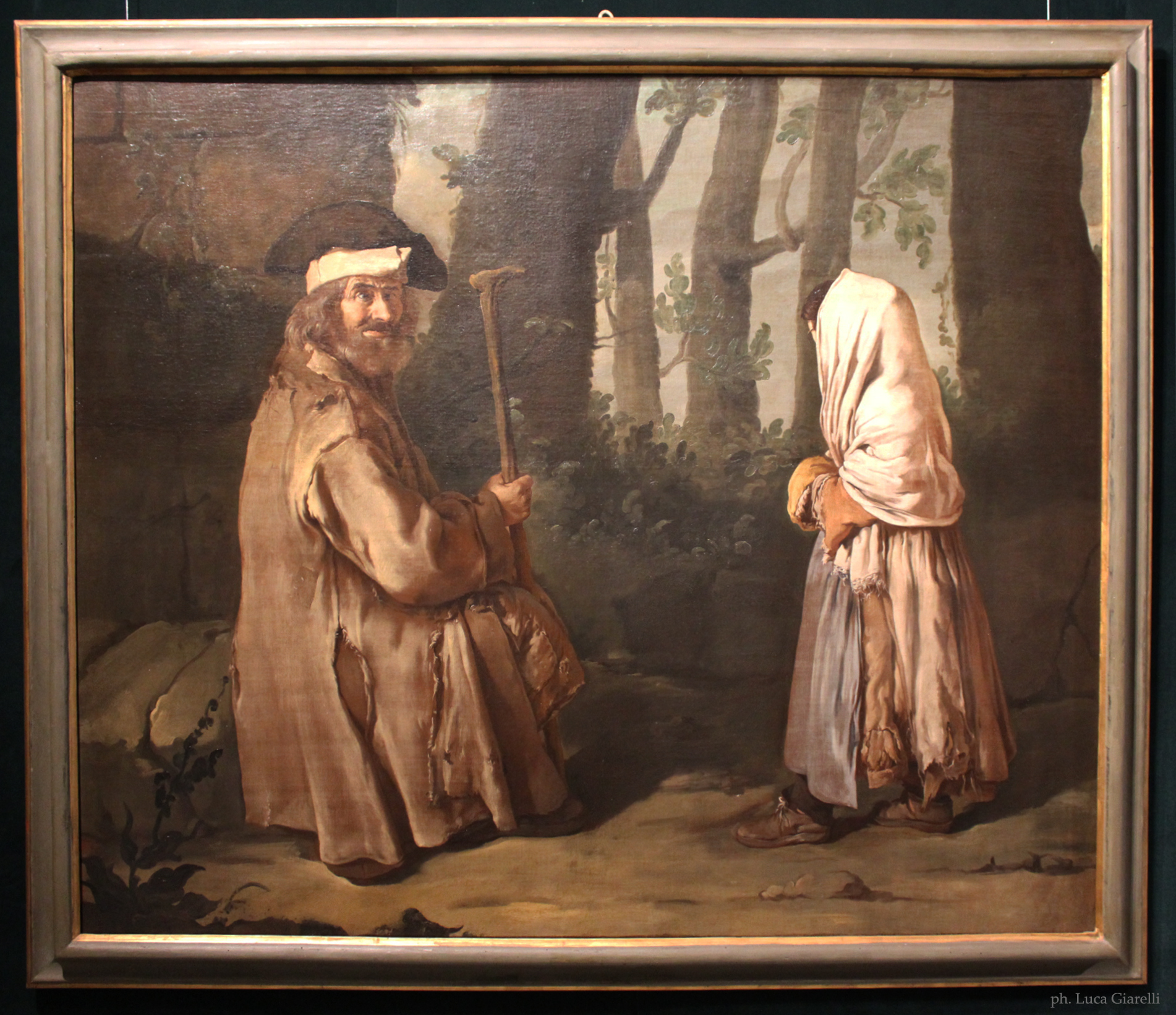
Giacomo Ceruti, Dos pobres en un bosque

La colección recorre la historia del arte en Brescia desde el siglo XIV al siglo XVIII, con obras de Rafael Sanzio, de Francesco Filippini, de Moretto, Romanino, y de Lorenzo Lotto  al siglo XX con obras Ibrahim Kodra (Figura di forme geometriche cilindriche).
El departamento de dibujos y estampas custodia la gran colección de Fè d'Ostiani de pinturas japonesas y chinas sobre papel y seda.